# Corporate A-S-E

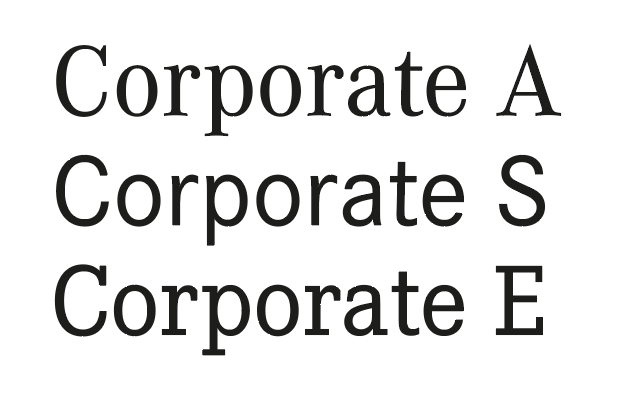
Corporate A-S-E von Kurt Weidemann

Corporate A-S-E ist eine Schriftsippe von Kurt Weidemann, die von 1985 bis 1989 entstand und 1990 bei URW Type Foundry digitalisiert und veröffentlicht wurde. Sie umfasst mit Kursiven, Kapitälchen und Mediävalziffern insgesamt 47 Schriftschnitte und besteht aus den folgenden drei Schriftfamilien:
- Corporate A (für Antiqua)
- Corporate S (für Sans (Grotesk))
- Corporate E (für Egyptienne)

Wesentliches Ziel beim Entwurf der Corporate A-S-E war es, über die stilistischen Varianten hinweg eine hohe Wiedererkennbarkeit zu erreichen.
Die Corporate A-S-E wurde als Hausschrift für Daimler-Benz entworfen und war in den ersten Jahren nach ihrer Veröffentlichung exklusiv für dieses Unternehmen reserviert. Heute wird sie unter anderem von der Partei Die Linke für ihre Publikationen verwendet.

## Grundform und Proportion
Die Trilogie Corporate A-S-E unterscheidet sich zwar nach ihren Klassifikationen, stimmt aber in Grundform und Proportionen überein und ist durch gleiche Laufweiten untereinander austauschbar und kombinierbar, was eine leichte Handhabung ermöglicht. Nur die Serifenlose hat ein um Millimeterbruchteile größeres Schriftbild, um gegenüber den beiden Serifenschriften Antiqua und Egyptienne das Fehlen der „Füßchen“ auszugleichen.

## Laufweite
Die Corporate-Schriften laufen sehr schmal und bieten sich deshalb für Werke mit viel Text bei wenig Platz an. In der Nebeneinanderstellung aller drei Gruppen kann man sehen, dass es gelungen ist, die Grauwirkung auf einen optischen Nenner zu bringen und so eine hohe Lesbarkeit zu erzielen. 

## Schriftschnitte
Die Corporate A-S-E umfasst die Varianten Light, Regular, Medium, Demi und Bold, jeweils mit kursivem Schnitt; die Serifenlose gibt es zusätzlich in Extra Bold.